# Neferka
Neferka (fl. XXII secolo a.C.) è stato un faraone ascrivibile, con una certa probabilità, alla VI dinastia.

## Biografia
Di questo sovrano, come di alcuni altri riportati solamente sul Canone Reale non sappiamo praticamente nulla. Attribuiti in precedenza alla VII dinastia sono stati inseriti nella sesta dopo la conclusione di considerare spuria, ossia inesistente, appunto la settima dinastia.
La presenza del glifo determinativo
| A17 |

dopo il cartiglio con il nome, determinativo che significa bambino potrebbe anche far ritenere che si sia trattato di un sovrano fittizio, inserito nella lista, forse, per un errore di trascrizione
La fine del Regno Antico segnò lo sfaldamento del potere centrale in favore dei nomarchi (governatori provinciali). È quindi possibile che questo, come altri sovrani coevi, abbia regnato in contemporanea su diverse regioni dell'Egitto.
Come già per il predecessore, Nitokerty, mancano riscontri archeologici.

## Liste Reali
|            | \| \| \| non citato \| \| \| |
|            |                              |
| non citato |                              |
|            |                              |

|            |
| non citato |
|            |

|            | \| \| \| non citato \| \| \| |
|            |                              |
| non citato |                              |
|            |                              |

|            |
| non citato |
|            |

| nfr | D28 | G7 |

| nfr | D28 | G7 |

| nfr | D28 | G7 |

| nfr | D28 | G7 |

| nfr | D28 | G7 |

| nfr | D28 | G7 |

| nfr | D28 | G7 |

| nfr | D28 | G7 |